# Кулаковський Віталій Михайлович
Кулаковський Віталій Михайлович (нар. 29 січня 1924, с. Мостище, нині — Макарівського району, Київської обл. – пом. 21 грудня 1990, Київ, похований у Мостищі) – український письменник. Кандидат історичних наук (1968).

## Біографічні відомості
Закінчив Київський педагогічний інститут (1949). Відтоді вчителював.
1969–84 – завідувач наукової редакції енциклопедії «Історія міст і сіл Української РСР».
Має Державні нагороди СРСР.

## Творчість
Автор повісті для дітей та юнацтва «Хай славиться Русь» (1965) та історичного роману «Володимир Мономах» (1992), де зображено події часів Київської Русі.
Написав повісті «Ой гук, мати, гук» (1972) і «Ріки виходять з берегів» (1985; обидві – у співавторстві з Петром Сиченком), роман «Дике поле» (1988) присвячені гайдамацькому рухові.
Тему боротьби українського народу проти соціального та національного гноблення в 16–17 ст. розвинув у романах «Северин Наливайко» (1978), «Максим Кривоніс» (1983), «Мартин Пушкар» (1987), «Іван Сірко» (1992), повісті «Золота галера» (1989).
Видав посібники «Цікава історія (Стародавній Схід)» (1965), «Цікава історія» (1969) та ін.
Усі зазначені твори опубліковані у Києві. Автор статей про діячів української літератури та культури, з історії України.